# Altiphylax
Genre
Synonymes
- Asiocolotes Golubev, 1984

Altiphylax est un genre de geckos de la famille des Gekkonidae.

## Répartition
Les espèces de ce genre se rencontrent en Asie centrale, dans le nord de l'Asie du Sud et dans l'est de la Chine.

## Liste des espèces
Selon The Reptile Database (31 mars 2013) :
- Altiphylax baturensis (Khan & Baig, 1992)
- Altiphylax levitoni (Golubev & Szczerbak, 1979)
- Altiphylax mintoni (Golubev & Szczerbak, 1981)
- Altiphylax stoliczkai (Steindachner, 1867)
- Altiphylax tokobajevi Yeriomtschenko & Szczerbak, 1984
- Altiphylax yarkandensis (Anderson, 1872)

## Publication originale
- Yeriomtschenko & Shcherbak, 1984 : A new gecko lizard species (Reptilia, Gekkonidae) from Tien-Shan. Vestnik Zoologii, vol. 1984, no 2, p. 46-50.